# Nikolaj Spinjov
Nikolaj Nikolajevitj Spinjov (på russisk: Николай Николаевич Спинёв) (født 30. maj 1974 i Rostov, Sovjetunionen) er en russisk tidligere roer og olympisk guldvinder.
Spinjov var en del af den russiske dobbeltfirer, der vandt guld ved OL 2004 i Athen, efter en finale hvor Tjekkiet fik sølv mens Ukraine tog bronzemedaljerne. Bådens øvrige besætning var Igor Kravtsov, Aleksej Svirin og Sergej Fedorovtsev. Han deltog desuden i samme disciplin ved OL 1996 i Atlanta og OL 2008 i Beijing.

## OL-medaljer
- 2004:  Guld i dobbeltfirer